# Mark Valerij Maksimijan
Mark Valerij Maksimijan (latinsko Marcus Valerius Maximianus), rimski vojskovodja in politik, * ?, Petovija; † po ~186
Izhajal je iz petovijonske viteške družine italskega porekla. Med Markomanskimi vojnami je vodil mornarico, kasneje pa mavrsko konjenico. Proslavil se je leta 172/173, ko je zaustavil napad barbarskih Naristov in v dvoboju ubil njihovega vojskovodjo. Za to dejanje je bil visoko odlikovan. 
Na drugem germanskem pohodu proti koncu markomanskih vojn leta 178 je vodil vojsko, ki je prezimila v taboru v kraju Laugaricio (današnji Trenčin severno od Bratislave na Slovaškem) in tam zapustil rimski napis, ki je od vseh najbolj daleč na ozemlju za Donavo.
Po markomanskih vojnah je zasedal visoke vojaške funkcije v obmejnih provincah in bil sprejet v senatorski stan. Bil je tudi upravnik Numidije. Okoli leta 186 je opravljal nadomestni konzulat.